# Boulvar Admirala Ouchakova (métro de Moscou)
Boulvar Admirala Ouchakova (en russe : Бульвар Адмирала Ушакова et en anglais : Bulvar Admirala Ushakova, littéralement Boulevard du Maréchal Ouchakov) est une station de la ligne Boutovskaïa (ligne 12) du métro de Moscou, située sur le territoire du raïon Ioujnoïe Boutovo dans le district administratif sud-ouest de Moscou.

## Situation sur le réseau
Établie en aérien, à 10 mètres au dessus du sol, la station Boulvar Admirala Ouchakova est située au point 40+37 de la ligne Boutovskaïa (ligne 12), entre les stations Oulitsa Skobelevskaïa (en direction de Bittsevski park), et Oulitsa Gortchakova (en direction de Bouninskaïa alleïa).

## Histoire
La station Boulvar Admirala Ouchakova est mise en service le 27 décembre 2003, lors de l'ouverture à l'exploitation de la première section de la ligne 12, entre les stations Oulitsa Starokatchalovskaïa et Bouninskaïa alleïa. Elle doit son nom au boulevard du Maréchal Ouchakov.